# Sandelia capensis
Sandelia capensis är en fiskart som först beskrevs av Cuvier 1829.  Sandelia capensis ingår i släktet Sandelia och familjen Anabantidae. IUCN kategoriserar arten globalt som otillräckligt studerad. Inga underarter finns listade i Catalogue of Life.